# Lamprochlamys erato
Lamprochlamys erato is een halfvleugelig insect uit de familie schuimcicaden (Cercopidae). De wetenschappelijke naam van deze soort is voor het eerst geldig gepubliceerd in 1966 door Fennah.